# Alluf

Alluf (hebr. ‏אַלּוּף‎) – stopień wojskowy w Siłach Obronnych Izraela, odpowiednik generała majora w anglojęzycznym nazewnictwie i generała dywizji.
Dowodzi poszczególnymi rodzajami sił zbrojnych jak i regionalnymi dowództwami.
Stopniem wyższym od allufa jest raw alluf, którym jest wyłącznie każdorazowy Szef Sztabu Generalnego, stopień niższy – tat alluf to odpowiednik generała brygady (ang. brigadier general.
Tak jak wszystkie inne stopnie wojskowe w Siłach Obronnych Izraela obowiązuje zarówno w wojskach lądowych, marynarce wojennej jak i lotnictwie.